# Acyloin-Kondensation
Als Acyloin-Kondensation bezeichnet man in der Organischen Chemie die Kondensation zweier Ester zu α-Hydroxycarbonylverbindungen (Acyloine) durch Umsetzung in der Wärme mit Natrium in Toluol oder Xylol. Die Reaktion zählt zu den Radikalreaktionen.

## Übersichtsreaktion
Bei der Acyloin-Kondensation reagieren zwei Ester zu einem Acyloin:
Die Reste R1 und R2 sind Organyl-Reste. Die grüne Bindung im Acyloin ist die neu geknüpfte Verbindung zwischen den beiden Estern.

## Mechanismus
Der Mechanismus der Acyloin-Kondensation wird an dem obigen Beispiel erläutert.
Zuerst reagiert der Ester 1 mit Natrium zum Radikalanion 2, das mit einem weiteren Radikalanion zu dem Dianion 3 dimerisert. Durch Abspaltung von zwei Alkoholat-Resten (R2O−) entsteht ein Diketon 4, welches mit überschüssigem Natrium zum Dianion 5 reduziert wird. Dieses Dianion wird dann bei wässriger Aufarbeitung zum α-Hydroxyketon 6, dem Acyloin, hydrolysiert.

## Rühlmann-Variante
Zur drastischen Verbesserung der Ausbeute kann Trimethylsilylchlorid (TMSCl) zugesetzt werden, das als Abfangreagenz für die basischen Alkoholate dient. Konkurrenzreaktionen werden so unterdrückt.
{\displaystyle \mathrm {(CH_{3})_{3}SiCl+NaOR\longrightarrow (CH_{3})_{3}Si{-}OR+NaCl} }
Durch Hydrolyse der Silylether erhält man die Acyloine.

## Intramolekulare Variante
Auch die intramolekulare Variante (Prelog-Stoll-Cyclisierung) ist aus Edukten mit zwei Estergruppen möglich. Über diese Methode sind aus geeigneten Dicarbonsäurediestern entsprechende Ringsysteme zugänglich – je nach Kettenlänge des Einsatzmaterials. Die Ausbeuten für die cyclische Variante variieren in Bezug auf die Kettenlänge – einige Systeme bilden sich leichter als andere. Von präparativer Bedeutung ist vor allem die Bildung von größeren Ringen (10- oder 12-gliedrige) unter Anwendung des Ziegler-Ruggli-Verdünnungsprinzips. Die Gegenwart von Doppel- oder Dreifachbindungen im Kohlenstoffsystem stört die Reaktion im Allgemeinen nicht.

Catenane

Mittels der innermolekularen Variante lassen sich auch Catenane synthetisieren.